# Одрин (околия)
Околия Одрин (на турски: Edirne ilçesi) е околия, разположена във вилает Одрин, Турция. Общата ѝ площ е 844 км2. Според оценки на Статистическия институт на Турция през 2022 г. населението на околията е 191 470 души. Административен център е град Одрин.

## Населени места
Околията се състои от 38 населени места – 1 град и 37 села.
Град
- Одрин

Села
- Акбунар (Sarayakpınar)
- Ахъркьой (Ahırköy)
- Боснакьой (Bosna)
- Бюйюкдьолюк (Büyükdöllük)
- Възгаш (Uzgaç)
- Демирханлъ (Demirhanlı)
- Дойран (Doyran)
- Доганджа (Budakdoğanca)
- Екмекджи (Ekmekçi)
- Елчили (Elçili)
- Искендер (İskender)
- Йеникадън (Yenikadın)
- Йолюстю (Yolüstü)
- Кадънкьой (Eskikadın)
- Кайпа (Kayapa)
- Карабулут (Karabulut)
- Каракасъм (Karakasım)
- Караюсуф (Karayusuf)
- Кемал (Kemalköy)
- Куруджикьой (Korucu)
- Кьошенчифтлиги (Köşençiftliği)
- Кючюкдьолюк (Küçükdöllük)
- Муратчали (Muratçalı)
- Мусубейли (Musabeyli)
- Ново село (Değirmenyanı)
- Орхание (Orhaniye)
- Сазлъдере (Sazlıdere)
- Смаилчево (Büyükismailce)
- Софулар (Menekşesofular)
- Суакаджа (Suakacağı)
- Таякадън (Tayakadın)
- Хаваръз (Avarız)
- Хаджъумур (Hacıumur)
- Хасанага (Hasanağa)
- Хатипкьой (Hatipköy)
- Хадърага (Hıdırağa)
- Юйюклютатар (Üyüklütatar)